# Kiselstyrd likriktare

SCR-schemasymbol

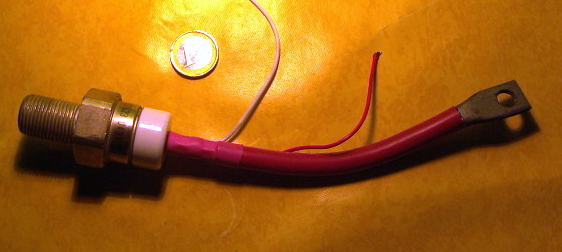
Kraft-SCR

SCR 4-layer (p-n-p-n) diagram

Kiselstyrd likriktare (eller direktöversatt: halvledarstyrd likriktare) är en fyralagers fasta tillståndets elektronikkomponent som styr ström. Principen för fyrskikts-p–n–p–n-växling utvecklades av Moll, Tanenbaum, Goldey och Holonyak från Bell Laboratories 1956. Namnet "kiselstyrd likriktare" eller SCR är ett varumärke som tillhör General Electric för en typ av tyristor. SCR:en utvecklades av en grupp elkraftsingenjörer under ledning av Gordon Hall

 och kommersialiserades av Frank W. "Bill" Gutzwiller 1957. Komponenten heter på svenska tyristor.
Vissa källor definierar kiselkontrollerade likriktare och tyristorer som synonyma medan andra källor definierar kiselkontrollerade likriktare som en riktig delmängd av uppsättningen tyristorer. De senare är anordningar med minst fyra lager av alternerande material av n- och p-typ. Enligt Bill Gutzwiller var termerna "SCR" och "kontrollerad likriktare" tidigare, och "tyristor" tillämpades senare, efter hand som användningen av enheten spreds internationellt.
SCR:er är enkelriktade komponenter (det vill säga leder bara ström i ena riktningen) i motsats till TRIAC:er som leder i båda riktningarna. SCR:er kan bara triggas med en ström in i grinden i motsats till TRIAC:er vilka kan triggas av både en positiv och en negativ ström som appliceras på dess gateelektrod.

## Driftsätt

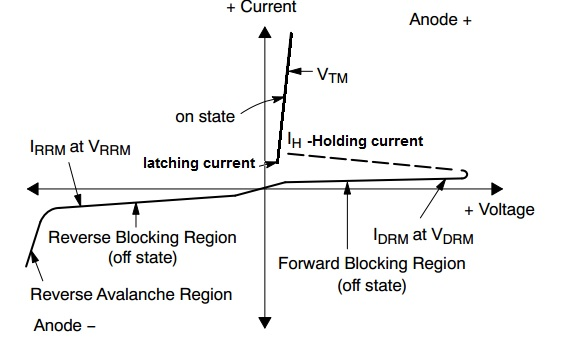
Karakteristisk kurva för en kiselstyrd likriktare

Det finns tre driftlägen för en SCR beroende på den förspänning som ges till den:
1. Framåtblockeringsläge (av-läge)
2. Framåtledningsläge (på tillstånd)
3. Omvänt blockeringsläge (av-läge)

### Framåtblockeringsläge
I detta driftsätt ges anoden (+, p-dopad sida) en positiv spänning medan katoden (−, n-dopad sida) ges en negativ spänning, vilket håller grinden vid noll (0) potential, det vill säga frånkopplad. I detta fall är övergången J1 och J3 förspända framåt, medan J2 är förspänd bakåt, vilket endast tillåter en liten läckström från anoden till katoden. När den pålagda spänningen når genombrottsvärdet för J2, genomgår J2 lavinbrott. Vid denna brytningsspänning börjar J2 leda, men under brytningsspänningen ger J2 mycket hög resistans mot strömmen och SCR sägs vara i avstängt tillstånd. 

### Framåtledningsläge
En SCR kan föras från blockeringsläge till ledningsläge på två sätt: Antingen genom att öka spänningen mellan anod och katod bortom brytspänningen, eller genom att applicera en positiv puls vid grinden. När SCR börjar leda, krävs ingen mer grindspänning för att hålla den i ON-tillståndet. Den minsta ström som krävs för att hålla SCR i ON-tillståndet vid avlägsnande av grindspänningen kallas låsström.
Det finns två sätt att stänga av den:
1. Minska strömmen genom den under ett minimivärde som kallas hållström, eller
2. Med grinden avstängd, kortsluta anoden och katoden tillfälligt med en tryckknappsbrytare eller transistor över korsningen.

### Omvänt blockeringsläge
När en negativ spänning appliceras på anoden och en positiv spänning till katoden, är SCR:n i omvänt blockeringsläge, vilket gör J1 och J3 bakåtförspända och J2 framåtspänd. Enheten fungerar som två seriekopplade dioder och en liten läckström flyter. Detta är det omvända blockeringsläget. Om backspänningen ökas, vid kritisk genombrottsnivå, kallad omvänd genombrottsspänning (VBR) , uppstår en lavin vid J1 och J3 och backströmmen ökar snabbt. SCR:er finns tillgängliga med omvänd blockeringsförmåga, vilket ökar framåtspänningsfallet på grund av behovet av att ha en lång, lågdopad P1-region. Vanligtvis är den omvända blockeringsspänningen och den framåtriktade spärrspänningen densamma. Den typiska tillämpningen för en omvänd blockerande SCR är i strömkälla-växelriktare.
En SCR som inte kan blockera backspänning är känd som en asymmetrisk SCR, förkortad ASCR. Den har vanligtvis en omvänd nedbrytningsklassning i tiotals volt. ASCR:er används där antingen en omvänd ledande diod appliceras parallellt (till exempel i spänningskälla-växelriktare) eller där omvänd spänning aldrig skulle uppstå (till exempel i omkoppling av strömförsörjning eller DC-traktionschoppers).
Asymmetriska SCR kan tillverkas med en omvänt ledande diod i samma paket. Dessa är kända som RCT, för omvänt ledande tyristorer.

## Metoder för att slå på tyristor
1. framspänningsutlösning
2. grind triggning
3. dv/dt utlöser
4. termisk utlösning
5. ljus utlösande

Framspänningstriggning inträffar när anod-katod framåtspänningen ökas med grindkretsen öppen. Detta är känt som lavinhaveri, under vilken korsning J2 kommer att gå sönder. Vid tillräckliga spänningar ändras tyristorn till påslaget läge med lågt spänningsfall och stor framåtström. I det här fallet är J1 och J3 redan framåtriktade.
För att grindtriggning ska inträffa bör tyristorn vara i framåtblockerande tillstånd där den pålagda spänningen är mindre än genombrottsspänningen, annars kan framåtspänningstriggning inträffa. En enda liten positiv spänningspuls kan sedan appliceras mellan grinden och katoden. Detta tillhandahåller en strömpuls med en enda grind som sätter tyristorn till sitt påslagna tillstånd. I praktiken är detta den vanligaste metoden som används för att trigga en tyristor.
Temperaturutlösning inträffar när utarmningsområdets bredd minskar när temperaturen höjs. När SCR är nära VPO orsakar en mycket liten ökning av temperaturen att junction J2 tas bort vilket utlöser enheten.

## Enkel SCR-krets

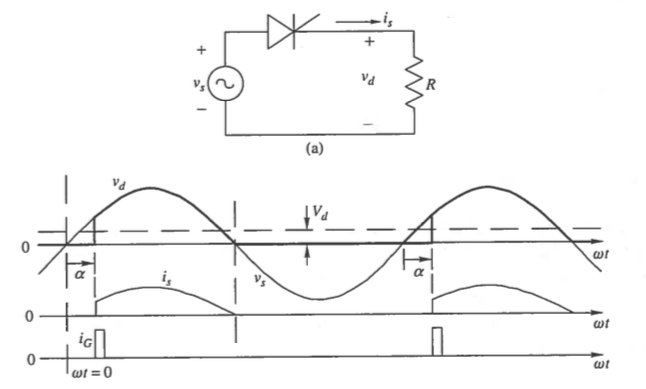
En enkel SCR-krets med resistiv belastning

En enkel SCR-krets kan illustreras med en AC-spänningskälla ansluten till en SCR med resistiv belastning. Utan en pålagd strömpuls till SCR:ns grind lämnas SCR i sitt framåtblockerande tillstånd. Detta gör starten av ledning av SCR styrbar. Fördröjningsvinkeln α, som är det ögonblick då grindströmpulsen appliceras med avseende på ögonblicket för naturlig ledning (ωt = 0), styr starten av ledning. När väl SCR leder, stängs inte SCR av förrän strömmen genom SCR, is, blir negativ. is förblir noll tills ytterligare en grindströmpuls appliceras och SCR återigen börjar leda.

## Tillämpningar
SCR används främst i enheter där styrning av hög effekt, eventuellt kopplad till hög spänning, krävs. Deras funktion gör dem lämpliga för användning i medel- till högspännings växelströmsstyrningstillämpningar, såsom lampdimmer, effektregulatorer och motorstyrning.
SCR och liknande anordningar används för likriktning av högeffekts växelström i högspänningslikströmsöverföring. De används också vid styrning av svetsmaskiner, främst gasvolframbågsvetsning och liknande processer. Den används som en elektronisk strömbrytare i olika enheter. Tidiga solid-state flipperspel använde sig av dessa för att styra lampor, solenoider och andra funktioner elektroniskt, istället för mekaniskt, därav namnet solid-state.
Andra tillämpningar är effektomkopplingskretsar, kontrollerade likriktare, hastighetskontroll av DC-shuntmotorer, SCR-kofot, datorlogikkretsar, tidskretsar och växelriktare.

## Jämförelse med SCS
En kiselkontrollerad switch (SCS) beter sig nästan på samma sätt som en SCR, men det finns några skillnader. Till skillnad från en SCR, stängs en SCS av när en positiv spänning/ingångsström appliceras på en annan anodgrindledning. Till skillnad från en SCR kan en SCS triggas till ledning när en negativ spänning/utgångsström appliceras på samma ledning.
SCS:er är användbara i praktiskt taget alla kretsar som behöver en omkopplare som slås på/av genom två distinkta kontrollpulser. Detta omfattar bland annat strömkopplingskretsar, logiska kretsar, lampdrivrutiner och räknare.

## Jämfört med TRIAC
En TRIAC liknar en SCR genom att båda fungerar som elektriskt styrda omkopplare. Till skillnad från en SCR kan en TRIAC passera ström i båda riktningarna. Således är TRIAC särskilt användbara för AC-tillämpningar. TRIAC har tre ledningar: en grindledning och två ledande ledningar, kallade MT1 och MT2. Om ingen ström/spänning tillförs grindkabeln, stängs TRIAC av. Å andra sidan, om triggerspänningen appliceras på grindkabeln, slås TRIAC på.
TRIAC:er är lämpliga för ljusdämpande kretsar, faskontrollkretsar, AC kraftbrytarkretsar, AC motorstyrkretsar, etc.